# Aloisio Gandolfi
Aloisio Gandolfi CM (ur. ? w Mondovì, zm. 10 sierpnia 1825) – włoski duchowny rzymskokatolicki, lazarysta, wikariusz apostolski Syrii, Egiptu, Arabii i Cypru, dyplomata papieski.

## Biografia
11 sierpnia 1815 papież Pius VII mianował go delegatem apostolskim w Syrii oraz biskupem in partibus infidelium icoziańskim. 28 lipca 1816 przyjął sakrę biskupią z rąk sekretarza Świętej Kongregacji ds. Biskupów i Zakonników kard. Giuseppe Morozzo Della Rocca.
13 stycznia 1818 został dodatkowo wikariuszem apostolskim Syrii, Egiptu, Arabii i Cypru. Oba te stanowiska piastował do śmierci 10 sierpnia 1825.